# R̮
R̮ (minuscule : r̮), appelé R brève souscrite, est une lettre utilisée dans la romanisation ISO 15919.

## Représentations informatiques
Le R brève souscrite peut être représenté avec les caractères Unicode suivants :
- décomposé (commandes C0 et latin de base, diacritiques) :

| formes    | représentations | chaînes de caractères | points de code | descriptions                                          |
| --------- | --------------- | --------------------- | -------------- | ----------------------------------------------------- |
| majuscule | R̮               | R◌̮                    | U+0052 U+032E  | lettre majuscule latine r diacritique brève souscrite |
| minuscule | r̮               | r◌̮                    | U+0072 U+032E  | lettre minuscule latine r diacritique brève souscrite |